# Claude Miller
Pour les articles homonymes, voir Miler et Miller.
Claude Miler, dit Claude Miller, né le 20 février 1942 à Paris et mort le 5 avril 2012 dans la même ville, est un réalisateur, acteur et scénariste français.

## Biographie
Claude Miller, fils de Léon et Olga Miller, né à Paris dans une famille juive laïque, passe son enfance à Montreuil. Il fait ses études au lycée Turgot puis au lycée Voltaire dans une classe préparatoire à l'IDHEC.
Diplômé de l'IDHEC, où il est admis en 1961 et dont il sort major, Claude Miller débute au cinéma en tant qu'assistant réalisateur de Marcel Carné sur Trois Chambres à Manhattan en 1965, de Michel Deville sur Martin soldat en 1966 ou de Jean-Luc Godard sur Weekend en 1967. Il devient ensuite directeur de production de François Truffaut, notamment pour Les Deux Anglaises et le Continent, et réalise ses premiers courts-métrages.
En 1976, il réalise son premier long-métrage, La Meilleure Façon de marcher. Dans un entretien avec Léo Bonneville, le réalisateur explique que le film est né d'une colère contre l'intolérance d'ordre raciale et sexuelle : « Je ne supportais pas l'espèce d'intolérance que je constatais dans un cercle d'amis vis-à-vis de l'homosexualité. » François Truffaut fait l'éloge de ce premier film.
Il réalise ensuite Dites-lui que je l'aime à partir d'un roman de Patricia Highsmith, Ce mal étrange. Le film ne connaît pas le même succès que le précédent. Après l'échec du film, Claude Miller n'a pas tout de suite l'occasion de tourner un nouveau long métrage. Il tourne alors des publicités,.
Sa carrière est relancée en 1980 grâce au producteur Georges Dancigers qui lui propose une adaptation d'un roman noir de l'écrivain britannique John Wainwright avec des dialogues de Michel Audiard. Claude Miller tourne Garde à vue avec Michel Serrault et Lino Ventura. Le film obtient un grand succès public et plusieurs nominations aux César du cinéma. Il réalise ensuite Mortelle Randonnée avec Michel Serrault et Isabelle Adjani.
Il donne à Charlotte Gainsbourg ses premiers grands rôles dans l'Effrontée en 1985 et dans La Petite Voleuse en 1988.
D'après l'auteur, L'Effrontée n'est pas une adaptation mais un scénario original écrit à partir de souvenirs personnels, de souvenirs de sa femme et de diverses lectures. Toutefois les héritiers de la romancière Carson McCullers y ont reconnu des éléments du roman La Ballade de Frankie Adams et ont intenté un procès au réalisateur,[évasif]. Le film connaît un très grand succès public avec 2,7 millions d'entrées.
La Petite Voleuse reprend un synopsis écrit par François Truffaut. Il connaît de nouveau le succès avec 1,8 million d'entrées.
En 1994, Le Sourire est un échec commercial et critique.
Miller obtient le prix du jury au festival de Cannes pour le film La Classe de neige, adaptation d'un roman d'Emmanuel Carrère.
En 2003, il réalise La Petite Lili, une adaptation de La Mouette de Tchekhov.
Son dernier film, Thérèse Desqueyroux, adapté du roman de François Mauriac Thérèse Desqueyroux et tourné à l'été 2011, est présenté en clôture du festival de Cannes en mai 2012.
Il meurt à Paris le 4 avril 2012 d'un cancer ; ses obsèques ont lieu le 11 avril au crématorium du cimetière du Père-Lachaise, où il est incinéré.

### Distinctions et responsabilités
- 1998 : Président du Festival du documentaire sur la Justice[12]
- Président du réseau de salles de cinéma subventionnées Europa Cinemas
- Président de la Fémis de 2007 à 2010
- 2008 : membre du Club des 13

### Vie privée
Claude Miller était marié à Annie Miller, productrice, dont il avait eu un fils, Nathan Miller, lui-même réalisateur. 
Au début des années 2000, il rencontre Claire Vassé (née en 1970), critique de cinéma. Ils entretiennent une liaison jusqu’à la mort du réalisateur. Claire Vassé, également écrivain et productrice, publie en 2012 aux éditions Stock De là où tu es, qui parle de leur relation. Avec le réalisateur, elle a eu une fille, Joséphine, que son père a eu le temps de connaître quelques mois avant de mourir,.

## Filmographie

### Réalisateur
- 1967 : Juliet dans Paris (court-métrage)
- 1969 : La Question ordinaire (court-métrage)
- 1971 : Camille ou la comédie catastrophique (court-métrage)
- 1976 : La Meilleure Façon de marcher
- 1977 : Dites-lui que je l'aime
- 1981 : Garde à vue
- 1983 : Mortelle Randonnée
- 1985 : L'Effrontée
- 1988 : La Petite Voleuse
- 1992 : L'Accompagnatrice
- 1992 : spot publicitaire Barilla
- 1994 : Le Sourire
- 1998 : La Classe de neige
- 2000 : La Chambre des magiciennes
- 2001 : Betty Fisher et autres histoires
- 2003 : La Petite Lili
- 2007 : Un secret
- 2009 : Marching Band
- 2009 : Je suis heureux que ma mère soit vivante coréalisé avec son fils Nathan Miller
- 2011 : Voyez comme ils dansent
- 2012 : Thérèse Desqueyroux

### Acteur
- 1967 : Deux ou trois choses que je sais d'elle de Jean-Luc Godard
- 1970 : L'Enfant sauvage de François Truffaut
- 1976 : L'Ordinateur des pompes funèbres de Gérard Pirès
- 1978 : La Tortue sur le dos de Luc Béraud
- 1979 : Félicité de Christine Pascal
- 1981 : Plein sud de Luc Béraud
- 1994 : Le Sourire de lui-même : un passant à la fête foraine (caméo - non crédité)
- 2005 : La vie de Michel Muller est plus belle que la vôtre de Michel Muller
- 2006 : Un ami parfait de Francis Girod
- 2009 : La Librairie de Schrödinger de Christophe Beauvais et Claire Vassé (court métrage)

### Scénariste
- 1978 : La Tortue sur le dos de Luc Béraud
- 1981 : Plein sud de Luc Béraud
- 1987 : Vent de panique de Bernard Stora

### Directeur de production
- 1967 : Deux ou trois choses que je sais d'elle de Jean-Luc Godard
- 1968 : Baisers volés de François Truffaut
- 1969 : La Sirène du Mississipi de François Truffaut
- 1970 : L'Enfant sauvage de François Truffaut
- 1970 : Domicile conjugal de François Truffaut
- 1971 : Les Deux Anglaises et le Continent de François Truffaut
- 1972 : Une belle fille comme moi de François Truffaut
- 1973 : Les Gaspards de Pierre Tchernia
- 1973 : La Nuit américaine de François Truffaut
- 1975 : L'Histoire d'Adèle H. de François Truffaut

### Assistant réalisateur
- 1965 : Nick Carter et le Trèfle rouge de Jean-Paul Savignac
- 1965 : Le Dimanche de la vie de Jean Herman
- 1966 : Au hasard Balthazar de Robert Bresson
- 1966 : Martin soldat de Michel Deville
- 1967 : Les Demoiselles de Rochefort de Jacques Demy
- 1967 : Week-end de Jean-Luc Godard
- 1968 : Le Diable par la queue de Philippe de Broca
- 1969 : La Bande à Bonnot de Philippe Fourastié
- 1971 : Fantasia chez les ploucs de Gérard Pirès
- 1973 : Elle court, elle court la banlieue de Gérard Pirès
- 1975 : Cours après moi que je t'attrape de Robert Pouret

## Distinctions
Au long de sa carrière, Claude Miller a été nommé, à titre personnel, quinze fois aux César dont sept fois pour le César du meilleur réalisateur. Il n'a remporté qu'un seul César, en 1982, pour le scénario de Garde à vue.
- César 1977 (pour La Meilleure Façon de marcher) :
  - nomination au César du meilleur film
  - nomination au César du meilleur réalisateur
  - nomination au César du meilleur scénario original ou adaptation
- César 1978 : nomination au César du meilleur réalisateur pour Dites-lui que je l'aime
- César 1982 (pour Garde à vue) :
  - nomination au César du meilleur film
  - nomination au César du meilleur réalisateur
  - César du meilleur scénario original ou adaptation
- 1984 : prix Cinéma de la SACD
- César 1986 (pour L'Effrontée) : 
  - nomination au César du meilleur film
  - nomination au César du meilleur réalisateur
  - nomination au César du meilleur scénario original ou adaptation
- César 1989 : nomination au César du meilleur réalisateur pour La Petite Voleuse
- 1996 :  Chevalier de l'ordre national du Mérite[16]
- César 2004 : nomination au César du meilleur réalisateur pour La Petite Lili
- César 2008 (pour Un secret) : 
  - nomination au César du meilleur film
  - nomination au César du meilleur réalisateur
  - nomination au César du meilleur scénario original ou adaptation
- Festival de Cannes 1998 : Prix du jury pour La Classe de neige
- Festival international du film de Rome 2011 : Grand prix du jury pour Voyez comme ils dansent
- 2012 : Grand Prix de la SACD

## Publications
- Claude Miller et Philippe Grimbert (préf. Amanda Sthers, photogr. Thierry Valletoux), Les Secrets d' Un secret, Paris, Verlhac Éditions, 4 octobre 2007, 108 p. (ISBN 978-2-916954-08-0) Ouvrage autour de l'adaptation cinématographique par Claude Miller d'Un secret, sorti la même année, d'après le roman éponyme de Philippe Grimbert.
- Claire Vassé et Claude Miller, Serrer sa chance : Entretiens avec Claire Vassé, Paris, Stock, 5 septembre 2007, 325 p. (ISBN 978-2-234-05952-8)
- Claude Miller et François Truffaut, La Petite Voleuse : texte et documents, Klett Ernst /Schulbuch, novembre 2008, 81 p. (ISBN 978-3-12-598412-7)
- Claude Miller, Le Cinématographe, Arles, France, Actes Sud, coll. « Un endroit où aller », 2013, 32 p.  (ISBN 978-2-330-02457-4)

### Films sur Claude Miller
- 2012 : Claude M le cinéma d'Emmanuel Barnault